# Carl Gustaf Thomson

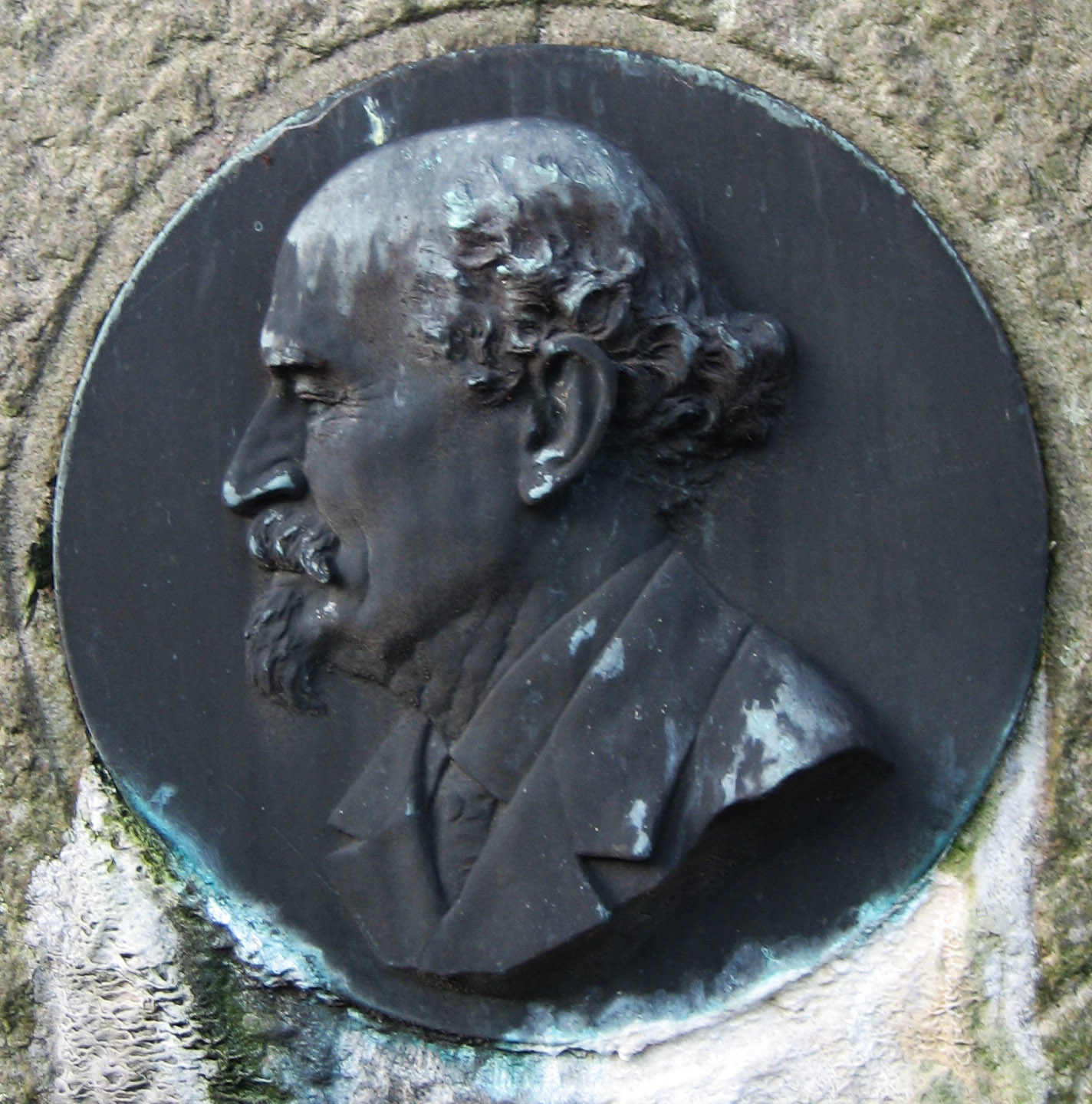
Carl Gustaf Thomson

Carl Gustaf Thomson (Mellan-Grevie, 13 oktober 1824 - Lund, 20 september 1899) was een Zweeds entomoloog. 
Thomson studeerde aan de Universiteit van Lund van 1843 tot 1850 en werd aldaar docent zoölogie in 1857. In 1862 werd hij curator van de afdeling entomologie van het Zoölogisch museum, in 1864 werd hij adjunct-professor in de entomologie. Thomson was auteur van Coleoptera Scandinaviae (tien delen, 1859–68), Skandinaviens inseckta (1862), Scandinavia Hymenoptera (5 delen, 1871–79) en Opuscula Entomologica (22 banden, 1869–97).
- Bibsys: 90565745
- Gemeinsame Normdatei: 119114240
- International Standard Name Identifier: 0000 0000 2219 3916
- Library of Congress Control Number: n83144395
- Nationale Bibliotheek van Tsjechië: mub2012735336
- Nederlandse Thesaurus van Auteursnamen: 160660521
- Réseau des bibliothèques de Suisse occidentale: 02-A003898647
- Système universitaire de documentation: 127418792
- Virtual International Authority File: 5733935
- WorldCat: E39PBJwhtBtKWKp3JcPmrtrwmd